# Habitatge al carrer Major, 5 (Reus)
L'Habitatge al carrer Major, 5, és una casa del municipi de Reus (Baix Camp) inclòs en l'Inventari del Patrimoni Arquitectònic de Catalunya com a Bé Cultural d'Interès Local.

## Descripció
Situat a l'inici del carrer Major, vora la plaça del Mercadal, és un edifici entre mitjaneres estructurat en planta baixa i tres pisos superiors. És de construcció força senzilla. A la planta baixa hi ha un local d'ús comercial. A primer pis trobem un balcó amb barana de ferro forjat amb alguns motius circulars a mitjana alçada. Té una única obertura, un arc mixtilini de tipus georgià amb la porta de dues fulles de fusta i vidre, amb unes motllures a la zona superior treballades a la mateixa fusta. Aquest és l'element més destacat de la construcció. Al segon pis també trobem un balcó amb una sola obertura però en aquest cas és allindanada i al tercer, una finestra allindanada de perfil quadrangular. La façana està arrebossada, a la primera planta dibuixa unes formes que recorden l'arc de l'obertura i a les superiors, franges a diverses alçades. Rematant la construcció trobem una cornisa de pedra sobresortint.